# Velka s pritoki
Velka s pritoki este o arie protejată (arie specială de conservare — SAC, sit de importanță comunitară — SCI) din Slovenia întinsă pe o suprafață de 18,03 ha, integral pe uscat.

## Localizare
Centrul sitului Velka s pritoki este situat la coordonatele 46°32′56″N 15°16′54″E / 46.549°N 15.2817°E.

## Înființare
Situl Velka s pritoki a fost declarat sit de importanță comunitară în aprilie 2004 pentru a proteja 1 specie de animale. Situl a fost protejat și ca arie specială de conservare în februarie 2012.

## Biodiversitate
Situată în ecoregiunea alpină, aria protejată nu include niciun habitat protejat.
La baza desemnării sitului se află o specie protejată de  nevertebrate: Austropotamobius torrentium.